# Олівеніт
Олівеніт — мінерал, гідроарсенат міді острівної будови.

## Загальний опис
Хімічна формула: Cu2(AsO4) (OH). As частково може заміщатися на P з утворенням лібетеніту. Cu може заміщатися Zn з утворенням адаміну. Мідна руда, багата арсеном.
Склад у % (з родововища штату Юта, США): CuO — 55,4; As2O5 — 40,05; H2O — 3,39. Домішки: P2O5.
Сингонія ромбічна (моноклінна). Ромбо-дипірамідальний вид. Призматичні кристали формують друзи. Зустрічаються також нирковидні або кулясті агрегати. Густина 3,9-4,4. Твердість 3-3,5. Колір оливково-зелений. Риса зелена або бура. Блиск алмазний до скляного або шовковистого. Крихкий.
Зустрічається в зонах окиснення в рудних родовищах разом з іншими мінералами міді. Це мінерал вторинного походження, що є результатом окиснення мідних руд та арсенопіриту. Олівеніт термодинамічно дуже стійкий, що містять арсенові фази, особливо тенантит, енаргіт та інші.
Розповсюдження: копальня «Шьоне Аусзіхт» (Дернбах, земля Рейнланд-Пфальц, ФРН); Альстон-Мур (Камберленд) і Сент-Дей (Корнуолл) — Велика Британія; Циновєц і Беловєц (Чехія); Ниж. Тагіл (Урал, РФ); Хайдаркан (Киргизстан); Тінтік (штат Юта, США); Чукікамата (Чилі); Цумеб (Намібія); ПАР.
Назва — за оливково-зеленим кольором (R. Jameson, 1820).
Синоніми: лейкохальцит, медзянкіт, обвеніт, фармакохальцит.

## Різновиди
Розрізняють:
- олівеніт цинковистий (різновид олівеніту, який містить до 22,5 % ZnO).